# Nicholas Kemmer
Nicholas Kemmer, nascido Nikolaus Pawlowitsch Kemmer, (São Petersburgo, 7 de dezembro de 1911 — Edimburgo, 21 de outubro de 1998) foi um físico britânico de origem teuto-russa.